# 케빈 오벌랜드
케빈 크로켓(영어: Kevin Crockett, 1974년 6월 8일~)은 캐나다의 남자 스피드 스케이팅 선수이다. 케빈 오벌랜드(영어: Kevin Overland)가 원래 이름인데, 최근 성씨를 크로켓으로 바꿨다. 1990년대 중반부터 2000년대 초반까지 세계적인 단거리 선수로 활동하였다. 1995년 12월 23일 1000m 세계 신기록을 경신하였다. 1998년 동계 올림픽 500m에서 동메달을 땄다. 여동생 아만다 오벌랜드는 쇼트트랙 선수이다. 2012년 시즌부터 대한민국 국가대표팀 단거리 코치로 활동하면서, 이상화 등을 지도하고 있다.